# یواس‌اس استرت (دی‌دی-۲۷)
یواس‌اس استرت (دی‌دی-۲۷) (به انگلیسی: USS Sterett (DD-27)) یک کشتی بود که طول آن ۲۹۳ فوت ۱۰ اینچ (۸۹٫۵۶ متر) بود. این کشتی در سال ۱۹۱۰ ساخته شد.